# Ścinawka Radkowska
Ścinawka Radkowska – dawny kolejowy przystanek osobowy w Ścinawce Średniej, w gminie Radków, w powiecie kłodzkim, w województwie dolnośląskim, w Polsce. Obecnie nie ma na nim peronów. Został wybudowany w 1903, a zlikwidowany w 1987 roku. Ruch na linii kolejowej biegnącej przez przystanek został zawieszony w 1987 roku.